# Арго (лингвистика)
Арго (фр. argot) је специфична форма диференцирања језика, односно говора друштвених група.

## Дефиниција
Арго представља специјалан говор, створен и коришћен од стране извесних друштвених група, са циљем да се из процеса комуникације искључе друге друштвене групе, при чему је узајамни положај тих друштвених група обично супротан (једне су обично друштвено надређене, а друге друштвено подређене).
Сама реч «арго» која потиче још из 17. века, у почетку је означавала групу гоља, лупежа и просјака, али се термин касније развијао у другом правцу, тако да је све више примењиван само на језик који су неговале ове друштвене групе. Говорило се најпре о жаргону аргоа, а затим само и просто о аргоу.
Добри познаваоци језика и говора тврде да се арго јавља као појава у друштву већ крајем 12. века и почетком 13. века. Ти су аутори доказивали његов криптолошки (тајни, скривени, подземни) карактер, који се мање или више успешно служи нека преступничка (девијантна или криминална) група, да би скренула пажњу са својих обмана, превара, прекршаја и других неприхватљивих поступака. 
Постоје три главне етапе у развоју појма и термина – појаве:
- прва етапа, када се у аргоу види првенствено тајни језик девијантних група,
- етапа у којој се запажа настанак посебне фразеологије,
- етапа када друштвене ознаке односно карактеристике постају водећа и најизразитија одлика аргоа.

Данас, је међутим, уобичајено да се говори о више врста аргоа: о аргоу касарне, типографском аргоу, позоришном, техничком, спортском и о аргоу различитих других заната и професија.